# Пятигорск (городской округ)
Го́род-куро́рт Пятиго́рск — городской округ в Ставропольском крае России.
Административный центр — город Пятигорск.

## История
Статус городского округа установлен Законом Ставропольского края от 4 октября 2004 года.

## Население
| 1931     | 1970     | 1979     | 1989     | 1990     | 1991     | 1992     | 1993     | 1994     | 1995     | 1996     | 1997     |
| -------- | -------- | -------- | -------- | -------- | -------- | -------- | -------- | -------- | -------- | -------- | -------- |
| 56 215   | ↗132 619 | ↗151 911 | ↗178 534 | ↗180 533 | ↗184 143 | ↗187 033 | ↗188 971 | ↗191 918 | ↗194 889 | ↗198 863 | ↗202 547 |
| 1998     | 1999     | 2000     | 2001     | 2002     | 2003     | 2004     | 2005     | 2006     | 2007     | 2008     | 2009     |
| ↘202 305 | ↘201 381 | ↗202 258 | ↗202 620 | ↗204 371 | ↘204 221 | ↗204 474 | ↗205 046 | ↗205 347 | ↗205 460 | ↗207 080 | ↗208 827 |
| 2010     | 2011     | 2012     | 2013     | 2014     | 2015     | 2016     | 2017     | 2018     | 2019     | 2020     | 2021     |
| ↗211 078 | ↗211 244 | ↗212 191 | ↗213 745 | ↗214 123 | ↘214 072 | ↘213 401 | ↗213 745 | ↗213 771 | ↗213 997 | ↗214 567 | ↗215 536 |
| 2023     | 2024     | 2025     |          |          |          |          |          |          |          |          |          |
| ↘213 377 | ↘211 692 | ↘211 304 |          |          |          |          |          |          |          |          |          |

Гендерный состав
По итогам переписи населения 2010 года проживали 95 944 мужчины (45,45 %) и 115 134 женщины (54,55 %).

### Урбанизация
В городских условиях (Пятигорск, Горячеводский, Посёлок Свободы) проживают 93,26 % населения городского округа.

### Национальный состав
По итогам переписи населения 2010 года проживали следующие национальности (национальности менее 1 %, см. в сноске к строке «Другие»):
| Национальность | Численность | Процент |
| -------------- | ----------- | ------- |
| Русские        | 149 488     | 70,82   |
| Армяне         | 31 085      | 14,73   |
| Азербайджанцы  | 6195        | 2,93    |
| Украинцы       | 3601        | 1,71    |
| Другие         | 20 709      | 9,81    |
| Итого          | 211 078     | 100,00  |

По итогам переписи населения 2020 года проживали следующие национальности (национальности менее 1 % и другое, см. в сноске к строке «Другие»):
| Национальность | Численность, чел. | Доля     |
| -------------- | ----------------- | -------- |
| Русские        | 164 619           | 76,38 %  |
| Армяне         | 21 407            | 9,93 %   |
| Другие         | 29 510            | 13,69 %  |
| Итого          | 215 536           | 100,00 % |

## Населённые пункты
В состав городского округа входят 8 населённых пунктов:
| № | Населённый пункт | Тип населённого пункта        | Население |
| - | ---------------- | ----------------------------- | --------- |
| 1 | Горячеводский    | посёлок (пгт)                 | ↗35 706   |
| 2 | Золотушка        | село                          | ↗900      |
| 3 | Константиновская | станица                       | ↗9412     |
| 4 | Нижнеподкумский  | посёлок                       | ↘2289     |
| 5 | Привольное       | село                          | ↘300      |
| 6 | Пятигорск        | город, административный центр | ↘142 895  |
| 7 | Свободы          | посёлок (пгт)                 | ↗18 455   |
| 8 | Средний Подкумок | посёлок                       | ↗1313     |

## Местное самоуправление
Действующий устав города принят Думой 31 января 2008 года.
Дума города
Дума города Пятигорска состоит из 33 депутатов, избираемых на основе мажоритарной избирательной системы по трёхмандатным избирательным округам путём всеобщего, равного и прямого избирательного прав при тайном голосовании. Депутаты Думы города Пятигорска осуществляют свои полномочия, как правило, на непостоянной основе. Срок полномочий Думы города — 5 лет.
Глава города
Глава города избирается всеобщим прямым тайным голосованием. Срок полномочий — также 5 лет.
Администрация города
Дума утверждает структуру администрации города и назначает руководителя администрации города.
- Администрация города — пл. Ленина, 2.
- Администрация пос. Горячеводский — ул. Ленина, 34
- Администрация пос. Свободы — ул. Энгельса, 77

Руководители города (история)
История городского управления, является частью истории Пятигорска и неразрывно связана с процессами, происходившими в социальной жизни общества. Пятигорское городское общественное самоуправление берет своё начало с 1830-х годов. В 1838 году первым головой стал Максим Симонов.
В 1893 году были созданы новые органы городского самоуправления — Городская дума и Городская Управа. Усовершенствуется система управления городским строительством. Увеличиваются объёмы строительства и развития экономики.
В 1918-20 годах власть в Пятигорске переходила в руки различных воюющих сторон. В советское время устанавливается институт секретарей горкомов партии, который просуществовал до 1991 года. С переходом к новому государственному устройству городское управление ведется главой города или администрации.
- с 1838 года — первый городской голова Максим Симонов[33]
- второй городской голова А. Рыжков[34]
- 1845 (упоминание) — городской голова Григорий Игнатьевич Рахманин, купец 2-й гильдии[35].
- 1847 (упоминание) — городской голова Игнатий Ефремович Шапкин, купец 1-й гильдии[34]
- 1856 (упоминание) — городской голова Алексей Петрович Найтаки (в других источниках — Ноитакин, Наитаки) (1805—1881 5.11), купец 1-й гильдии[34]
- 1865 (упоминание) — городской голова Алексей Никитич Воробьёв, купец 1-й гильдии[36]
- 1867, 1871 (упоминание) — городской голова Василий Семёнович Зипалов[36].
- с 1873 года (1878 упоминание) — городской голова Дмитрий Григорьевич Черняк, купец 2-й гильдии[36].
- 1891—1893 — городской голова Николай Иванович Архипов
- с июля 1893 года — городской голова Фёдор Яковлевич Богданов, доктор медицины[36].
- 1896—1902 — городской голова Раков Алексей Петрович (1840—1902), председатель городской Думы, надворный советник, педагог[37]
- 1904—1905 — городской голова Николай Иванович Архипов (1836—1912), действительный статский советник. Ушёл в отставку в связи с декабрьскими событиями в Пятигорске. Избран вторично по 1906 год[34][38]
- 1905 (ио) — гласный городской думы С. А. Саратовкин[34].
- с 1906 года — городской голова Николай Иванович Архипов[38]
- 1909—1911 — городской голова Константин Фёдорович Каргер (1849 — после 1911), военный инженер генерал-лейтенант[38]
- 1911—1916 — городской голова Семён Иванович Болтенков (1852-после 1919), статский советник, бывший мировой судья[39]
- с февраля 1916 года — городской голова С. В. Тиличеев, бывший директор КМВ[39]
- с 22.08 (5.09) 1917 года — городской голова Леонид Васильевич Орлов, эсер[39]
- с 22.08 (5.09) 1917 года — председатель Думы — И. К. Белько[39]
- с 21.03 (3.04) 1918 года — председатель городского исполнительного комитета Г. Г. Анджиевский[39]
- 1920 — сентябрь 1921 года — Александр Григорьевич Гамбаров — председатель горисполкома[40]
- с 1930 года — секретарь горкома ВКП(б) Морозов[41]
- 1923 (упоминание) до 1928 года — первый секретарь ГК партии Айказ Сергеевич Месропов[42]
- Упоминание 16 января 1935 года — секретарь Пятигорского горкома ВКП(б) Гордеев[43]
- 1936—1937 — первый секретарь Пятигорского горкома ВКП(б) Виталий Александрович Балдин[42]
- 1938—1940 — первый секретарь горкома партии Василий Яковлевич Цикунов[42]
- 1940 — первый секретарь горкома партии Михаил Иванович Гладков[42]
- 1940—1941 — председатель горисполкома Александра Александровна Янышева (1894-1983)[42]
- с января 1941 года — первый секретарь пятигорского городского комитета партии Александр Данилович Глушко[42]
- Упоминание 22 октября 1941 года — председатель Пятигорского горисполкома В. Т. Чеканов[44]
- Упоминание 6 марта 1942 года до 13-го августа 1943 года — первый секретарь Пятигорского горкома ВКП(б) Леонид Яковлевич Борохов[45][46]
- Упоминание 6 марта 1942 года, 13 января 1943 года — председатель Пятигорского горисполкома Василий Николаевич Воробьёв[45][46]
- 13 августа 1943 года — сентябрь 1945 года — первый секретарь городского комитета партии Иван Петрович Храмков[40][46]
- ноябрь 1943 года, май 1944 года (упоминание) — председатель горисполкома Р. Ф. Кудлаев[44]
- 1948—1950 — первый секретарь горкома партии Василий Никифорович Фирсов[40]
- Упоминание 12 мая 1952 года — первый секретарь Пятигорского горкома ВКП(б) Попов[47]
- 1951—1961 — Фёдор Петрович Бурмистров — первый секретарь горкома партии[40]
- Упоминание 26 декабря 1961 года — председатель горисполкома А. Ивакин[48]
- первый секретарь горкома КПСС Алексей Корнеевич Ведерников
- 1970—1974 — первый секретарь горкома партии Виктор Алексеевич Казначеев
- 1974—1981 — председатель горисполкома Михаил Степанович Уваров
- 1981—1985 — председатель горисполкома Василий Павлович Травов[40]
- 1990 — Евгений Кузнецов — первый секретарь горкома партии
- 1990—2003 — первый секретарь горкома партии, председатель городской думы, глава города Юрий Викторович Васильев
- 18 марта 2004 года — 22 июля 2005 года — глава администрации Владимир Алексеевич Шестопалов[40][49]
- 22.07.2005 — 2.08.2006 — и. о. главы города Павел Дмитриевич Минеев
- 2 августа — 28 октября 2006 года — Игорь Александрович Тарасов — глава администрации[40][50].
- 24 августа — сентябрь 2006 года — и. о. главы Игорь Тарасов[40]
- 19 октября 2006 года — 26 июня 2010 года — председатель городской Думы Лев Николаевич Травнев[50][51].
- 27 июля — 10 октября 2010 года — и. о. главы Людмила Васильевна Похилько[52]
- 10 октября 2010 года — 11 октября 2015 года — глава города Лев Николаевич Травнев[53][54]
- 11 октября — 12 ноября 2015 года — и. о. главы Олег Николаевич Бондаренко[55]
- 12 ноября 2015 года — 21 октября 2017 года — глава города Лев Николаевич Травнев[56]
- 21 октября — 30 ноября 2017 года — и. о. главы Олег Николаевич Бондаренко[57]
- 30 ноября 2017 года — 17 апреля 2020 г. — глава администрации Скрипник Андрей Валерьевич[58]
- 17—22 апреля 2020 года — и. о. главы Лев Николаевич Травнев[59]
- с 22 апреля (и. о.), с 19 мая 2020 года — глава города Дмитрий Юрьевич Ворошилов[60][61])[62]